# مسافرخانه (آلبوم)
مسافرخانه (به فرانسوی: Auberge) یازدهمین آلبوم استودیویی کریس ریا، خواننده و ترانه‌نویس انگلیسی به‌حساب می‌آید که در سال ۱۹۹۱ منتشر شد. آلبوم و تک‌آهنگ هم نامش به‌خاطر ارتباطشان با خودروی لوتوس هفت کریس ریا که آن را «۷ آبی» نامیده بود، قابل توجه هستند. تصویر‌سازی این اتومبیل توسط آلن فیرنلی, هنرمند مشهور تصویر‌ساز اتومبیل‌رانی برای جلد آلبوم با رنگ روغن کشیده شد. چندین مرتبه در آلبوم و همچنین ویدئو کلیپی که برای تک‌آهنگ آن ساخته شده بود به این اتومبیل اشاره می‌شود، و از تصویر جلد آلبوم برای تبلیغات آن استفاده شد. در سال ۲۰۰۵، ریا اتومبیلش را در یک حراج فروخت.

## تک‌آهنگ‌ها
تک‌آهنگ مهمانسرا برای کریس ریا به یکی از پرفروش‌ترین آثارش در جدول تک‌آهنگ‌های بریتانیا در انگلستان شد، جایی که به جایگاه ۱۶ رسید. «بهشت»، «در جستجوی تابستان» و «آهنگ زمستانی» دیگر تک‌آهنگ‌های منتشر شده از این آلبوم بودند. آهنگ «و تو ای عشق من» اگرچه به‌صورت تک‌آهنگ منتشر نشد، اما میان هواداران ریا بسیار محبوب شد و مرتباً در کنسرت‌هایش آن را اجرا کرده‌ است.

## عملکرد تجاری
اوبرژ در جدول آلبوم‌های انگلستان در سال ۱۹۹۱ به جایگاه اول رسید.

## فهرست آهنگ‌ها
تمام آهنگ‌های توسط کریس ریا نوشته شده‌اند.
1. «اوبرژ» - ۷:۱۸
2. «خیالبافی» - ۴:۴۱
3. «تو یک شماره یک نیستی» - ۵:۰۰
4. «بهشت» - ۴:۱۳
5. «رهایم کن» - ۶:۵۳
6. «آهنگ زمستانی» - ۴:۳۵
7. «کفش‌های قرمز» - ۳:۵۴
8. «یک آواز از عشق برایم بخوان» - ۳:۳۴
9. «هر ثانیه حساب می‌شود» - ۵:۰۸
10. «به دنبال تابستان» - ۵:۰۳
11. «و تو ای عشق من» - ۵:۲۸
12. «ذکر نام تو» - ۳:۱۷

«آهنگ زمستانی» در نسخه اولیه آلبوم منتشر نشد، و در نوامبر ۱۹۹۱ به‌عنوان یک تک‌آهنگ مستقل عرضه شد، در برخی از نسخه‌های CD که بعداً منتشر شد نیز قرار داشت.

## عوامل
- کریس ریا – خواننده، اسلاید گیتار، گیتار کلاسیک، اورگان هموند، هارمونیکا، لید گیتار (۱–۹)
- آنتونی درنن – گیتار نایلون (۲، ۵، ۹، ۱۰), گیتار رزونانسی (۲، ۴), گیتار آکوستیک (۴، ۸، ۱۰), گیتار جز (۷), گیتار (۱۱)
- مکس میدلتن – پیانو (۱، ۲، ۳، ۵، ۷، ۸، ۹), کیبورد (۶), پیانو رودز(۱۰، ۱۱، ۱۲), تنظیم استرینگز
- رابرت آهوای – بیس گیتار (۱–۱۱)
- مارتین دیتچم – درامز (۱–۱۱), پرکاشن (۱–۱۱)
- د کیک هورنز – تنظیمات هورن
- تیم سندرز – ساکسیفون تنور
- سایمون کلارک – ساکسیفون آلتو و باریتون
- کنی همیلتون – ترومبون باس
- جی. نیل سایدول – ترومبون
- ریک تیلور – ترومبون
- رودی لوریمل – تروکپت و فلوگل هورن
- پل سپانگ – ترومپت فلوگل هورن
- نیک هیچنس – توبا
- گوین رایت – رهبر ارکستر
- کارل کنین –بک وکال
- لیندا تیلور – بک وکال

### تولید
- جان کلی – تهیه‌کننده
- جان مکسویث - مهندس صدا
- جاستین شیرلی-اسمیت - مهندس صدا
- راسل شاو - مهندس صدا
- ویلی گریمستون - دستیار تهیه
- آلن فیرنلی - نقاش

## جداول
| جدول (۱۹۹۱)              | بالاترین رتبه |
| ------------------------ | ------------- |
| آلبوم‌های استرالیا        | ۵۳            |
| آلبوم‌های اتریش           | ۵             |
| آلبوم‌های فرانسه          | ۱۹            |
| آلبوم‌های هلند            | ۹             |
| آلبوم‌های آلمان           | ۱             |
| آلبوم‌های نروژ            | ۳             |
| آلبوم‌های سوئد            | ۵             |
| آلبوم‌های سوئیس           | ۲             |
| آلبوم‌های انگلستان        | ۱             |
| بیلبورد ۲۰۰ ایالات متحده | ۱۷۶           |